# Temida (hipotetski mjesec)
28. travnja 1905. William H. Pickering, koji je prije sedam godina otkrio Febu, najavio je otkriće desetog Saturnovog satelita, kojemu je odmah dao ime Temida (Themis). Fotografske ploče na kojima se navodno pojavio nepoznati mjesec, ukupno trinaest, obuhvaćale su razdoblje između 17. travnja i 8. srpnja 1904. godine. Međutim, niti jedan drugi astronom nikada nije potvrdio Pickeringovu tvrdnju.
Pickering je pokušao izračunati orbitu, koja je pokazala prilično visok nagib (39,1° prema ekliptiki), prilično veliku ekscentričnost (0,23) i veliku poluos od 1,457,000 kilometara, nešto manju od one Hiperiona. Razdoblje je navodno bilo 20,85 dana, s progresivnim kretanjem.
Pickering je promjer procijenio na 61 kilometara, ali budući da je dao i 68 kilometara kao promjer Febe, očito je precjenjivao albedo; pomoću moderne brojke za Febu Temida dobiva promjer od 200 kilometara.
Čudno je da je u travnju 1861. Hermann Goldschmidt također vjerovao da je otkrio novi Saturnov satelit između Titana i Hiperiona, koji je nazvao Hiron. Hiron također ne postoji (međutim, naziv je korišten mnogo kasnije za komet/asteroid 2060 Hiron).
Pickering je 1906. godine nagrađen Lalandeovom nagradom Francuske akademije znanosti za svoje "otkriće devetog i desetog Saturnovog satelita".
Stvarni deseti satelit Saturna (redoslijedom otkrića) bio je Janus, koji je otkriven 1966., a potvrđen 1980. Njegova je orbita daleko od pretpostavljene Temidine orbite.